# The International Cat Association
The International Cat Association (TICA) est l'une des plus grandes associations tenant les registres des chats de race, fournissant les pedigrees et établissant les standards des races. Elle est fondée en 1979 aux États-Unis.
L'association se démarque par son informatisation immédiate des inscriptions au registre et l'utilisation d'un classement basé sur la génétique. Elle est également connue pour son grand nombre d'inscription de chat de gouttière, qui peuvent concourir en exposition féline.

## Historique
La TICA est fondée le 22 juin 1979 par Georgia Morgan et un groupe de passionnés de chat à Branson dans le Missouri : le but de la TICA est de devenir un registre d'élevage novateur et dynamique. L'association se démarque par son informatisation immédiate des inscriptions au registre et l'utilisation d'un classement basé sur la génétique,. Afin d'attirer rapidement de nombreux éleveurs, l'inscription au registre est fixée à 1 dollar par chat. La première exposition féline de la TICA eut lieu à Fort Lewis aux États-Unis le 28 juillet 1979. Les premières expositions en dehors du territoire des États-Unis se déroulent au Canada et au Japon. L'association connut plusieurs années d'instabilité financière et de direction avant de trouver la stabilité pendant les années 1990.
Depuis 1979, vingt mille chatteries et plus de trois cent mille chats et chatons ont été enregistrés par la TICA.

## Missions et activités
- Encourager ses membres à être des propriétaires et éleveurs de chats responsables et travailler ensemble à une préservation des races ainsi que de la santé et du bien-être de tous les chats domestiques.
- Avoir le registre d'arbres généalogiques le plus complet et le plus certifié.
- Organiser concours et expositions qui promeuvent les chats de race ou non, de manière professionnelle et qui sont à la fois agréables et éducatives pour le grand public, les juges et les exposants.
- Encourager ses membres à s'investir pour promouvoir la stérilisation et la castration, à s'engager dans le bénévolat auprès d'associations et de refuges, et promouvoir la création de lois pour le bien-être des animaux.
- Promouvoir des relations amicales entre les éleveurs américains et étrangers.
- Diffuser auprès des éleveurs, des propriétaires, des exposants et du grand public une large série d'informations sur l'élevage, l'exposition, les races, les soins et le bien-être de tous les chats.
- Mettre en place une fondation de recherche sur la santé féline et fournir des ressources documentaires à ce sujet pour ses membres.

En plus de gérer un registre d'élevage, la TICA publie un magazine bimensuel TICA Trend et promeut l'agility féline.

## Races reconnues
La TICA divise les races en quatre statuts : Championship Breeds, Non Championship Breeds, Advanced New Breeds et Preliminary new breeds. Les statuts Advanced New Breeds et Preliminary new breeds sont des classes que les nouvelles races doivent atteindre pour être reconnues en championnat par la TICA. Le statut Non Championship Breeds permet au chat de gouttière de concourir en exposition féline et de gagner des titres spécifiques au chat de maison. La TICA est d'ailleurs connue pour son grand nombre d'inscription de chat de gouttière, qui peuvent concourir en exposition.
La liste des races reconnues par la TICA en 2011 est donnée ci-dessous. Celle-ci évolue chaque année, notamment avec l'apparition de nouvelles races, et leur éventuelle accession au statut Championship Breeds.

### Races admises en championnat
- Abyssin

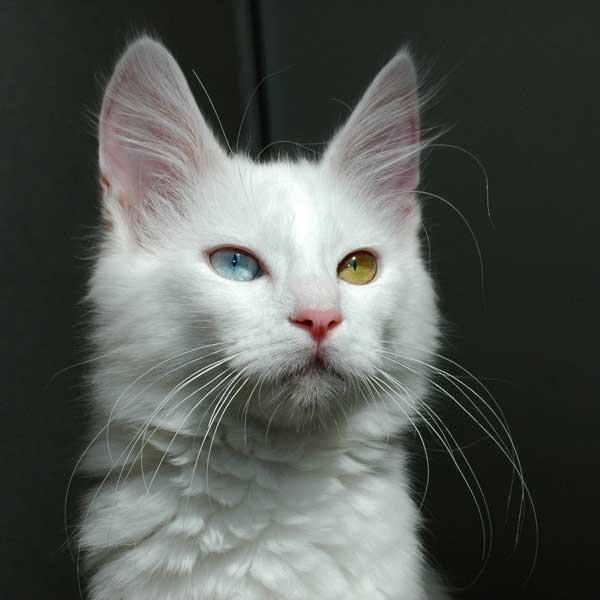
Angora turc

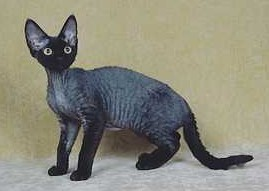
Devon rex

- American Curl à poil long et à poil court
- American shorthair
- American wirehair
- Angora turc
- Bleu russe
- Balinais
- Bengal
- Bobtail américain à poil long et à poil court
- Bobtail japonais à poil long et à poil court
- Bombay
- British shorthair
- British longhair
- Burmese
- Chartreux
- Cornish rex
- Cymric
- Devon rex
- Exotic shorthair
- Havana
- Himalayen
- Korat
- LaPerm à poil long et à poil court
- Maine coon
- Manx
- Mau égyptien
- Munchkin  à poil long et à poil court
- Nebelung
- Norvégien
- Ocicat
- Oriental longhair
- Oriental shorthair
- Persan
- Peterbald
- Pixiebob à poil long et à poil court
- Ragdoll
- Sacré de Birmanie
- Scottish fold à poil long et à poil court
- Selkirk rex  à poil long et à poil court
- Siamois
- Sibérien
- Singapura
- Snowshoe
- Somali
- Sphynx
- Thai
- Tonkinois
- Toyger
- Turc de Van

### Nouvelle race
- Avancée (Advenced)
  - Chausie
  - Savannah
  - Khao Manee

- Préliminaire (Preliminary)
  - Donskoy

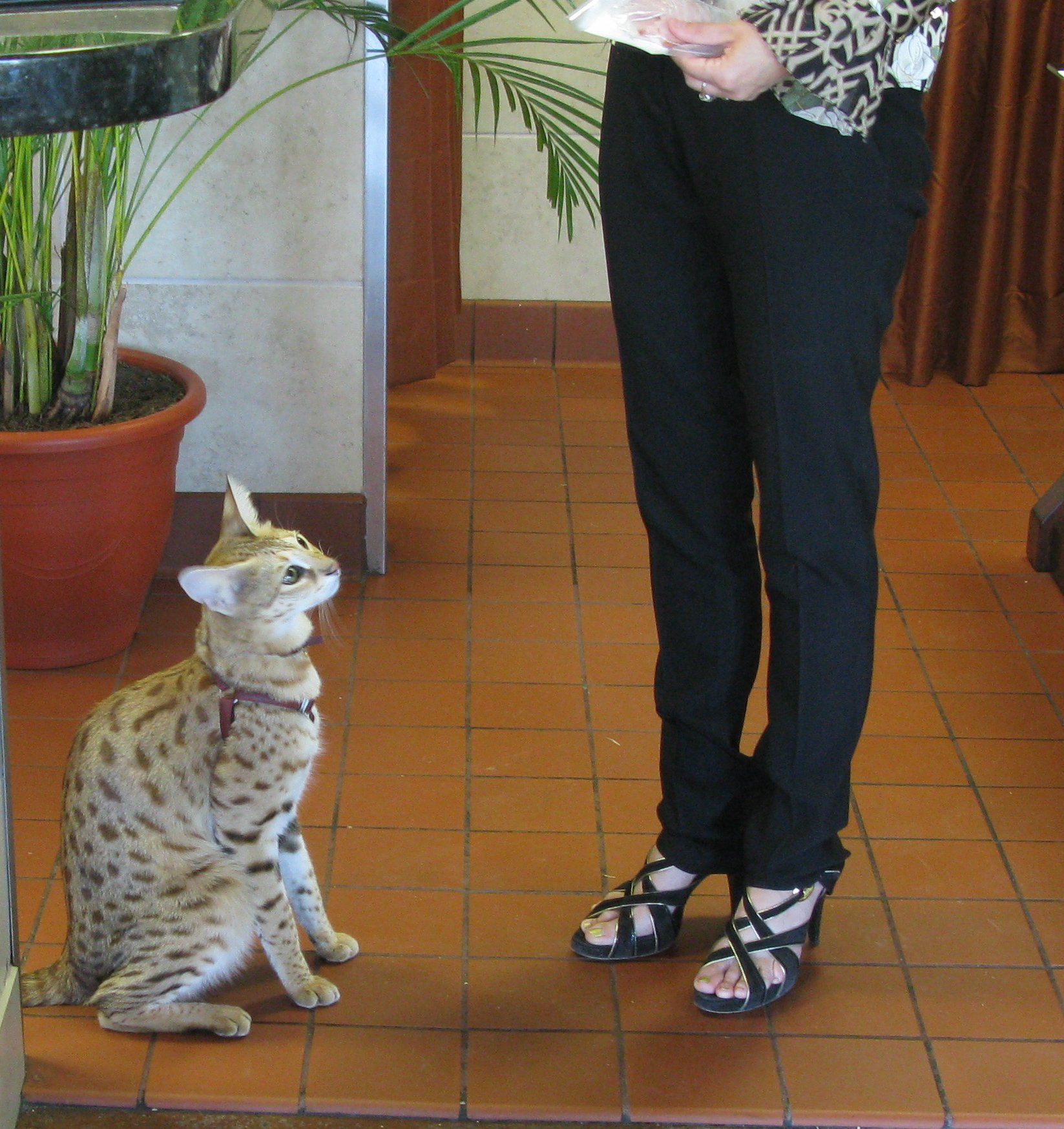
Savannah

  - Highlander à poil long et à poil court
  - Bobtail des Kouriles à poil long et à poil court
  - Minskin
  - Ojos Azules à poil long et à poil court
  - Serengeti
  - Sokoké

## Sources
- (en) Cet article est partiellement ou en totalité issu de l’article de Wikipédia en anglais intitulé « The International Cat Association » (voir la liste des auteurs).